# Remix OS
Remix OS — закрытая компьютерная операционная система на базе Android для персональных компьютеров с архитектурой x86 и ARM, которая до прекращения разработки поставлялась с несколькими устройствами сторонних производителей. Remix OS позволила пользователям ПК запускать мобильные приложения для Android на любом совместимом ПК на базе Intel. Ядро операционной системы было создано на языке C, а остальные части — на C++ и Java.
В январе 2016 года Jide анонсировала бета-версию своей операционной системы под названием Remix OS для ПК, которая основана на Android-x86 — на порте операционной системы Android для x86-компьютеров, а также загрузка Remix OS является бесплатной. Бета-версия Remix OS для ПК предусматривает установку на жёсткий диск, 32-битную поддержку, поддержку UEFI и обновления OTA. За исключением бесплатных лицензионных частей программного обеспечения, доступных в GitHub, в отличие от Android-x86, исходный код Remix OS закрыт.
Google Mobile Services (GMS) были удалены из Remix Mini после обновления Remix OS до версии 2.0.307, которое, по заверениям Jide, должно было «обеспечить для всех единообразный пользовательский опыт на всех устройствах Android». Позднее сообщалось, что с некоторыми приложениями возникли проблемы совместимости, в результате чего компания Google потребовала, чтобы GMS не предустанавливалась на устройства.
17 июля 2017 года Jide объявила о том, что разработка Remix OS прекращена, и заявила, что компания будет «перестраивать подход к созданию Remix OS и отходить от работы с конечными потребителями».
По состоянию на 2019 год операционная система имеет несколько активно развиваемых и совершенствуемых форков — например, Phoenix OS и PrimeOS.

## История версий
Remix OS имела три издания — Remix OS для ПК, Remix OS для Remix Ultratablet и Remix OS для Remix Mini.
Remix OS для ПК
| Версия  | Дата релиза     |
| ------- | --------------- |
| 3.0.207 | 25 ноября 2016  |
| 3.0.206 | 12 октября 2016 |
| 3.0.203 | 1 сентября 2016 |
| 3.0.102 | 2 августа 2016  |
| 3.0.101 | 26 июля 2016    |
| 2.0.403 | 15 июля 2016    |
| 2.0.402 | 5 июля 2016     |
| 2.0.205 | 26 апреля 2016  |
| 2.0.202 | 31 марта 2016   |
| 2.0.102 | 2 февраля 2016  |
| 2.0.109 | 25 января 2016  |

Remix OS для Remix Ultratablet
| Версия  | Дата релиза |
| ------- | ----------- |
| 2.0.303 | Неизвестно  |
| 2.0     | Неизвестно  |

Remix OS для Remix Mini
| Версия      | Дата релиза      |
| ----------- | ---------------- |
| 2.0.626     | 11 ноября 2016   |
| 2.0.621     | 4 ноября 2016    |
| 2.0.611     | 12 октября 2016  |
| 2.0.604     | 22 сентября 2016 |
| 2.0.510     | 9 августа 2016   |
| 2.0.307     | 5 мая 2016       |
| 2.0.206     | 21 апреля 2016   |
| 2.0.203     | 17 марта 2016    |
| 2.0.111     | 19 января 2016   |
| 2.0.106     | 30 декабря 2015  |
| 2.0.104     | 16 декабря 2016  |
| B2015111701 | 27 ноября 2015   |
| B2015110601 | 18 ноября 2015   |
| B2015110201 | 12 ноября 2015   |

Версия Remix OS 3.0 для планшета Remix Pro была объявлена в 2016 году, однако этого не было сделано.